# Tô (cây)
Tô (danh pháp khoa học: Elaeocarpus poilanei) là một loài thực vật có hoa trong họ Côm. Loài này được Gagnep. mô tả khoa học đầu tiên năm 1943.